# Mary Wells
Mary Esther Wells, född 13 maj 1943 i Detroit, Michigan, död 26 juli 1992 i Los Angeles, Kalifornien, var en amerikansk sångerska.
Wells skrev redan som 17-åring kontrakt med skivbolaget Motown och var den första av bolagets artister som hade en topp 10-hit på Billboardlistan, "The One Who Really Loves You" (1962). Därefter följde en lång rad hits, samtliga skrivna och producerade av Smokey Robinson. Sin största framgång hade hon med "My Guy" som nådde förstaplatsen i september 1964.
Hon lämnade Motown 1965 och hade därefter inga stora framgångar, trots försök på flera olika skivbolag. 1974 drog hon sig tillbaka från artistlivet för att ägna sig åt familjen. Hon var då gift med sångaren och producenten Cecil Womack, bror till den mer kände Bobby Womack.
Hon återupptog karriären 1981 och fick då en framgång med discohiten "Gigolo". 1990 diagnostiserades hon med strupcancer och tvingades avsluta sin karriär. Två år senare avled hon av sjukdomen.

## Diskografi (urval)
Studioalbum
- 1961 – Bye Bye Baby I Don't Want to Take a Chance
- 1962 – The One Who Really Loves You
- 1963 – Two Lovers and Other Great Hits
- 1964 – Together (med Marvin Gaye)
- 1964 – Mary Wells Sings My Guy
- 1965 – Mary Wells
- 1965 – Love Songs to the Beatles
- 1966 – The Two Sides of Mary Wells
- 1968 – Servin' Up Some Soul
- 1981 – In and Out of Love
- 1982 – Easy Touch
- 1983 – I'm a Lady: The Old, New & Best of Mary Wells
- 1990 – Keeping My Mind on Love

Livealbum
- 1963 – Recorded Live On Stage

Singlar (topp 10 på Billboard Hot R&B Songs)
- 1960 – "Bye Bye Baby" (#8)
- 1961 – "I Don't Want to Take a Chance" (#9)
- 1962 – "The One Who Really Loves You" (#2)
- 1962 – "You Beat Me to the Punch" (#1)
- 1962 – "Two Lovers" (#1)
- 1963 – "Laughing Boy" (#6)
- 1963 – "Your Old Standby" (#8)
- 1963 – "You Lost the Sweetest Boy" (#10)
- 1963 – "What's Easy for Two Is So Hard for One" (#8)
- 1964 – "My Guy" (#1)
- 1964 – "Once Upon a Time" (med Marvin Gaye) (#3)
- 1964 – "What's the Matter with You Baby" (med Marvin Gaye) (#2)
- 1964 – "Ain't It the Truth" (#6)
- 1965 – "Dear Lover" (#6)